# جو رویل
جوزف "جو" رویل (به انگلیسی: Joseph "Joe" Royle) زادهٔ ۸ آوریل ۱۹۴۹ بازیکن فوتبال اهل انگلستان بود که سابقهٔ بازی در تیم ملی فوتبال انگلستان را در کارنامهٔ خود دارد. وی در تاریخ ۳ فوریه ۱۹۷۱ نخستین بازی ملی خود را در مقابل تیم ملی فوتبال مالت انجام داد و با حضور در ۶ بازی ملی، در تاریخ ۳۰ مارس ۱۹۷۷ واپسین بازی ملی‌اش را در برابر تیم ملی فوتبال لوکزامبورگ برگزار کرد.
این بازیکن توانسته در بازی‌های ملی، ۲ گل به ثمر برساند.